# Apel·les Carod-Rovira
Apel·les Carod-Rovira   (Cambrils, 1958) és un advocat, alt càrrec de la Generalitat i el primer delegat català a França. Fou vicedegà del Col·legi d'Advocats de Reus durant uns quatre anys, és el fundador de la Comissió de Normalització Lingüística del Consell de l'Advocacia Catalana i membre de l'Observatori del Dret Privat de Catalunya. Quan fou nomenat delegat de la Generalitat de Catalunya a França l'any 2008, el seu germà, Josep-Lluís Carod-Rovira, era el vicepresident del govern català.